# 平井町 (栃木市)
平井町（ひらいちょう）は、栃木県栃木市の地名。郵便番号は328-0054。
　

## 地理
栃木地区西部に位置し、東は片柳町、南は大平町西山田、大平町下皆川、西と北は薗部町と接している。

## 世帯数と人口
2017年（平成29年）8月31日現在の世帯数と人口は以下の通りである。
| 丁目   | 世帯数    | 人口    |
| ------ | --------- | ------- |
| 平井町 | 1,049世帯 | 2,435人 |

## 施設
教育
- 國學院大學栃木学園
  - 國學院大學栃木短期大学
  - 國學院大學栃木中学校・高等学校
- 栃木県立栃木農業高等学校

寺院
- 太平山神社

## 交通

### バス
関東自動車
■國學院線
- 益子食品前 - 信行寺前 - 平井公民館前 - 国学院前

### 道路
一般県道
- 栃木県道269号太平山公園線

## 小・中学校の学区
市立小・中学校に通う場合、学区は以下の通りとなる。
| 番地 | 小学校                 | 中学校               |
| ---- | ---------------------- | -------------------- |
| 全域 | 栃木市立栃木第五小学校 | 栃木市立栃木西中学校 |